# Надя Команечи
Надя Елена Команечи (на румънски: Nadia Elena Comăneci; [ko.mə'neʧʲ]) е румънска гимнастичка, носителка на 5 златни олимпийски медала и първата в гимнастиката, на която е дадена най-високата оценка 10.0. Тя е родена на 12 ноември, 1961 година. Избрана е за Спортист на Балканите през 1975, 1976, и 1980 година.
Започва да тренира спортна гимнастика на 6-годишна възраст при Бела Каройи. На олимпийските игри в Монреал е само на 14 години, но това не пречи да се нареди сред звездите на първенството. По време на отборното състезание нейното изпълнение на смесена успоредка е оценено с най-високата оценка 10.0. Електронните табла обаче не са предвидени за такава оценка и сочат 1.00 вместо 10.0.
Поставя и няколко други рекорда – тя е първата румънска гимнастичка, която печели индивидуално олимпийско първенство по спортна гимнастика и най-младата гимнастичка, която печели индивидуално олимпийско първенство по спортна гимнастика. Сега има ограничение във възрастта – 16 години за олимпийските игри, и по всяка вероятност този неин рекорд ще остане завинаги.
След приключване своята състезателна кариера работи като треньор от 1984 до 1989 г. През 1989 година, малко преди Румънската революция, Команечи емигрира в Канада, после в САЩ, получава американско гражданство през 2001 г.
Омъжена е за американския гимнастик Барт Конър. Имат син, роден в Оклахома Сити, щата Оклахома на 3 юни 2006 г.

## Успехи
- Олимпийска шампионка (5): Монреал-1976, Москва-1980
- Олимпийска вицешампионка (3): Монреал-1976, Москва-1980
- Олимпийска бронзова медалистка (1): Монреал-1976
- Световна шампионка (2): Страсбург-1978, Форт Уорт-1979
- Световна вицешампионка (2): Страсбург-1978
- Европейска шампионка (9): Скиен-1975, Прага-1977
- Европейска вицешампионка (2): Скиен-1975, Прага-1977
- Европейска бронзова медалистка (1): Копенхаген-1979
- Носителка на Световната купа (2): Токио-1979
- Вицешампионка на Световната купа (1): Токио-1979